# Теудеберт (герцог Баварии)
Теудеберт (Теодеберт; нем. Theudebert, англ. Theodebert; умер не позднее 725) — герцог Баварии (716/718 — не позднее 725) из династии Агилольфингов.

## Биография

### Соправитель Теодона II

#### Начало правления
Теудеберт был старшим сыном правителя Баварии Теодона II и его супруги Фолхайд. Ещё при жизни отца в 702 году Теудеберт, как старший из сыновей баварского герцога, получил в управление город Зальцбург и его окрестности. Здесь он то содействовал миссионеру Руперту в христианизации местного населения, основывая вместе с ним церковь Святого Петра в Зальцбурге и Ноннбергское аббатство, то конфликтовал со святым, и герцогу Теодону приходилось выступать посредником в их ссорах.
В 711 или 712 году тяжело заболевший Теодон II сделал Теудеберта своим соправителем. С этого времени до смерти отца резиденция Теудеберта, возможно, была перенесена в Регенсбург.

#### Поход в Италию
Герцог Теодон II участвовал в междоусобиях лангобардов, ведших спор за обладание престолом их королевства. Несмотря на то, что король лангобардов Ариперт II был его дальним родственником, герцог Баварии в 702 году предоставил убежище изгнанным из Италии герцогу Асти Анспранду и сыну того Лиутпранду. При дворе баварского герцога изгнанники провели девять лет. В 711 или 712 году Анспранд с помощью Теодона II собрал большое войско, с которым выступил в Италию. Тяжело болевший в то время герцог не смог лично возглавить своих воинов, поэтому во главе баварских отрядов он поставил Теудеберта, недавно назначенного им своим соправителем. Об итогах похода средневековые историки сообщают противоречивые подробности. Например, Павел Диакон в «Истории лангобардов» писал о поражении баваров в битве около Павии и их бегстве с поля боя. Однако этот же автор свидетельствовал о том, что Ариперт II утонул в реке Тичино, пытаясь бежать к своим союзникам франкам. Достоверно известно только то, что уже марте 712 года Анспранд взошёл на престол Лангобардского королевства.
Стремясь упрочить баваро-лангобардский союз, Теодон II выдал замуж за Лиутпранда, унаследовавшего королевский престол после скоропостижной смерти своего отца, Гунтруду. Одни источники называют её дочерью Теодона II, другие, на основании свидетельства Павла Диакона — его сына Теудеберта. Вероятно, налаживая тесные связи с правителями лангобардов, Агилольфинги намеревались с её помощью противостоять вмешательству франков в свои дела.

### Герцог Баварии
Незадолго до 715 года Теодон II произвёл раздел своих владений между четырьмя сыновьями. Согласно воле отца, Теудеберт сохранил за собой Зальцбург и окрестные земли. Другие сыновья Теодона также были наделены владениями: Теудебальд получил земли вблизи Регенсбурга, Гримоальд II — вокруг Фрайзинга (об этом сообщается в житии святого Корбиниана), а Тассилон II — окрестности Пассау. Это же деление Баварского герцогства сохранилось и после того как Теодон II скончался. Это событие датируется периодом с 716 по 718 год включительно.
После смерти отца между сыновьями Теодона II начались междоусобия. Возможно, к этому времени относится свидетельство Павла Диакона о завоевании королём Лиутпрандом в начале правления «многих укреплённых городов бавар». Предполагается, что правитель лангобардов мог вмешаться в конфликт между своими баварскими родственниками, и, возможно, поддержать в нём Теудеберта. Точно неизвестно, были ли связаны с этим междоусобием кончины двух братьев Теудеберта, Теудебальда и Тассилона II. Они оба умерли около 719 года, после чего их владения были разделены между оставшимися сыновьями Теодона II, Теудебертом и Гримоальдом II.
О правлении герцога Теудеберта известно очень немного. Сохранилась хартия, в которой покровительствовавшие Ноннбергскому аббатству герцог и его жена Регинтруда предоставили обители в дар одно из своих владений. В «Житии Руперта» также упоминается о богатых пожертвованиях, переданных Теудебертом церкви Святого Петра в Зальцбурге.
Дата смерти Теудеберта неизвестна. По одним предположениям, он скончался вскоре после смерти Теудебальда и Тассилона II, по другим — несколько позднее, уже в первой половине 720-х годов. Владения Теудеберта унаследовал его сын Хугберт. Однако уже вскоре после получения им наследства своего отца, его дядя Гримоальд II изгнал своего племянника из Баварии. Хугберт бежал ко двору майордома Франкского государства Карла Мартелла. Благодаря франкам, в 725 году сын Теудеберта не только смог получить отцовские владения, но и власть над всем Баварским герцогством.

### Семья
В ряде раннесредневековых документов супругой Теудеберта названа Регинтруда. Некоторые источники упоминают о ней как о дочери короля франков (или Дагоберта I, или Хильдеберта III). Однако происхождение Регинтруды из династии Меровингов маловероятно. Скорее всего, её отцом был дворцовый граф Гугоберт, а матерью — святая Ирмина.
В то же время другие исследователи предполагают, что женой Теудеберта могла быть Фолхайд. Однако эта же Фолхайд упоминается как супруга герцога Теодона II в «Зальцбургской книге побратимов». Предполагается, что свидетельства той группы источников, в которых повествуется о браке Теудеберта и Регинтруды, являются более достоверными. Сыном Теудеберта был Хугберт.
Противоречивость свидетельств о браках Теудеберта и Теодона II позволяет современным историкам делать предположение о том, что в некоторых случаях, там, где в средневековом источнике упоминается имя герцога Теодона, может иметься в виду его сын Теудеберт. На основании этого в трудах некоторых исследователей Теудеберт наделяется именем Теодон III.